# سمية ياقوت
سمية ياقوت عالمة الرياضيات التطبيقية، مصرية الجنسية، وابنة الكابتن محمد ياقوت المصرى الذي أسس كلية الطيران في سوريا، ولدت في حي الزمالك وتخرجت من كلية الهندسة جامعة القاهرة، ثم حصلت على الدكتوراه من جامعة جورج واشنطون بأمريكا، أكملت مشوارها العلمي في كلية الهندسة جامعة مونكتون بكندا إلى أن أصبحت عميدة لها، ثم انتقلت إلى منصب نائب عميد هندسة «بوليتكنيك».

## إنجازتها
- تعد ثاني امرأة في تاريخ كندا تتولى منصب عميد كلية الهندسة.
- شاركت في كتابة بحث بعنوان تطوير وتطبيق الآليات الحديثة في صيانة ورصف الطرق السريعة في مصر.[3]
- نجحت في وضع برنامج تم اعتماده على المستوى الوطني في كندا وحصلت به على شهادة براءة اختراع.
- يحمل برنامجها اسم "CBM LAD" وهو برنامج تنبؤ مبكر يحذر من الأعطال في الماكينات الصناعية[4]، وهو نظام يطبق الآن في الطائرات وقطارات نقل البضائع وحتى يستخدم لحل أزمات المرور الجوية في دول الاتحاد الأوروبي، وحتى التنقيب عن المعادن.
- حصلت على لقب سيدة العام في اليوم العالمي للمرأة من المكتب التعليمي والثقافي المصري بكندا عام 2015.
- حلصت على مركز أفضل ورقة بحثية في 2014 من المؤتمر السنوي معهد المهندسين الصناعيين.
- أنهت حياتها الإدارية لتتفرغ لأبحاثها مع مجموعة من الطلبة المصريين[2]، وتهدف أبحاثها إلى تطوير أداة متكاملة للتشخيص والتنبؤ عامة وتنطبق على مجموعة متنوعة من النظم الهندسية.